# Пфуллендорф

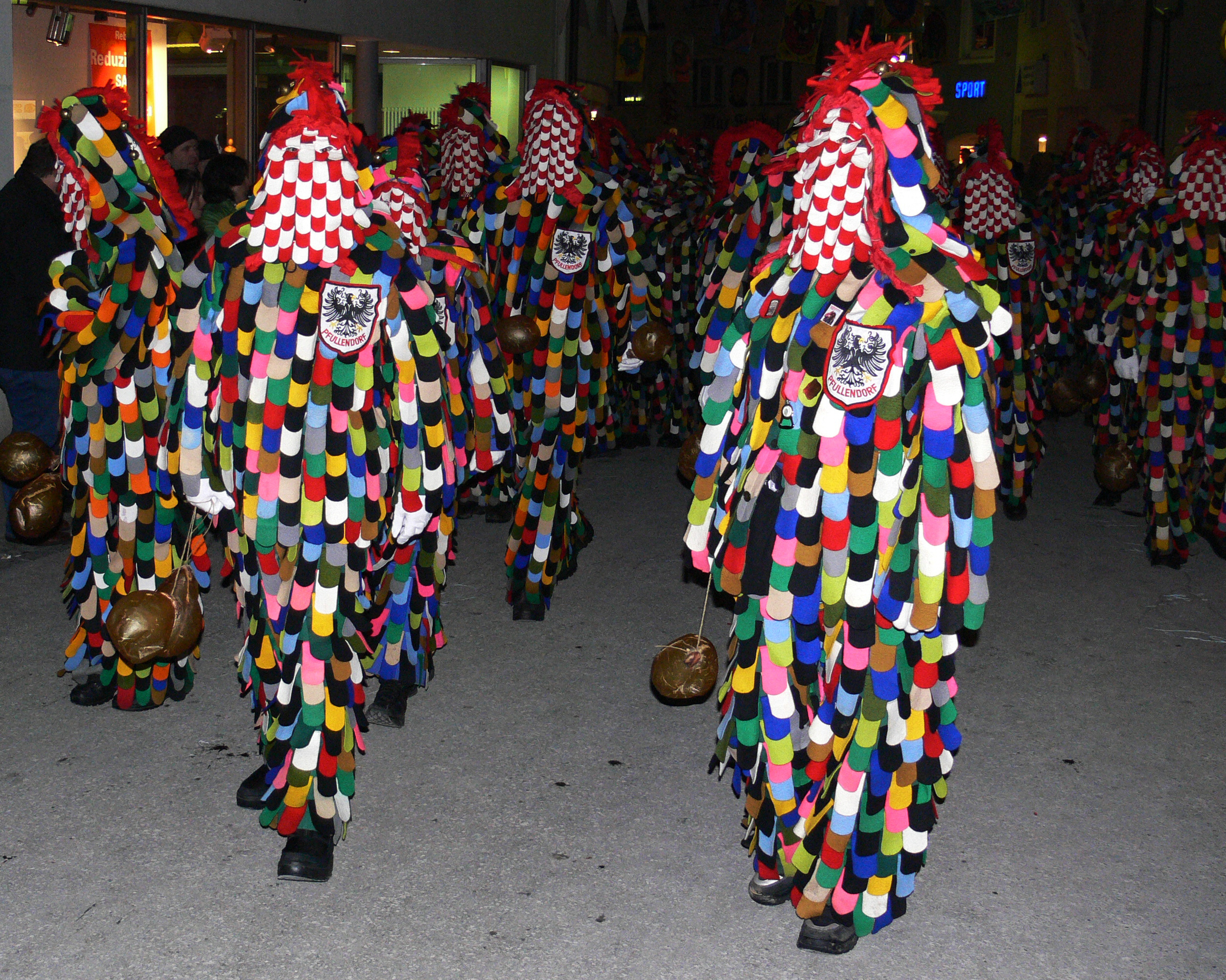
Пфуллендорф

Пфуллендорф (нем. Pfullendorf) — город в Германии, в земле Баден-Вюртемберг. 
Подчинён административному округу Тюбинген. Входит в состав района Зигмаринген.  Население составляет 13 065 человек (на 31 декабря 2010 года). Занимает площадь 90,56 км². Официальный код  —  08 4 37 088.